# Фрейманис, Талис
Талис Фрицевич Фрейманис (латыш. Tālis Freimanis, род. 1946 г.) — предприниматель и банкир. Доктор экономики (Dr. oec.), окончил Латвийский университет. Президент Банка Балтии. Соавтор труда: «Оптовые цены и их формирование» (Рига, ЛГУ 1987). В 2007 году был осужден по части 6 статьи 17 и части 4 статьи 144 (закон в редакции от 1995 года 21 сентября) по делу Банка Балтии на 5 лет и 6 месяцев с запретом заниматься предпринимательской деятельностью 3 года, но срок отсидел еще до суда и был выпущен в зале заседания. В 2001 году подал в Европейский суд по правам человека на латвийское государство, с просьбой взыскать компенсацию за нарушение прав человека. Суд в 2006 году нашёл в деле Фрейманиса ряд нарушений прав человека со стороны государства, но компенсации ему не присудил.